# Ковальова Ольга Миколаївна
Ольга Миколаївна Ковальова (нар.18 березня 1942, Сарапул) — Доктор медичних наук, професор, дійсний член Європейського товариства кардіологів, професор кафедри пропедевтики внутрішньої медицини № 1, основ біоетики та біобезпеки, заслужений діяч науки і техніки України.

## Життєпис
Ольга Миколаївна Ковальова народилася 18 березня 1942 року в родині службовців (батько — інженер, мати — військовий хірург, потім — терапевт) в місті Сарапул (Удмуртія, Росія).
В 1959 році з відзнакою закінчила школу i поступила в Харківський медичний інститут, де її вчителями були видатні вчені, серед них — проф. Л. Т. Малая.
У 1965 році з відзнакою закінчила Харківський державний медичний інститут.
З 1965 по 1968 рік працювала дільничним терапевтом 3-ї міської лікарні міста Харкова.
З 1968 по 1970 рік навчалася в клінічній ординатурі на кафедрі пропедевтики внутрішніх хвороб лікувального факультету ХМІ, де під керівництвом проф. М. I.  Штельмаха підвищувала свій професійний рівень та виконувала науково-дослідну роботу. Після закінчення клінічної ординатури зарахована на посаду асистента.
В 1975 році захистила кандидатську дисертацію «Возрастные особенности содержания гликозаминогликанов и липидов крови при коронарном атеросклерозе».
В 1980 році їй присвоєно вчене звання доцента.
З 1984 по 1986 рік — старший науковий співробітник.
В 1989 році виконала і захистила докторську дисертацію «Клинико-эпидемиологический и генетический анализ структуры предрасположенности к артериальной гипертонии».
У 1990 році їй присуджено науковий ступінь доктора медичних наук, а в 1992 році — вчене звання професора кафедри пропедевтики внутрішніх хвороб. 
У 1991 році переведена на посаду завідувача кафедри пропедевтики внутрішніх хвороб лікувального факультету ХМІ.
У 2000 р. проф. О. М. Ковальова обрана дійсним членом Європейського товариства кардіологів (F.E.S.C.) як визнання міжнародного рівня досягнень науковця.

## Наукова і адміністративна діяльність
За 23 років керування кафедрою професор Ковальова О. М. може пишатися досягненнями вже своїх учнів: вона науковий керівник 32 кандидатських дисертацій та науковий консультант 5 докторських дисертацій.
Під керівництвом професора Ковальової О. М. створено пріоритетний напрямок наукової діяльності, а саме дослідження гемодинамічних, клітинно-рецепторних, нейрогуморальних порушень у хворих на гіпертонічну хворобу з коморбідним перебігом. Учні професора Ковальової О. М. активно розробляють проблему метаболічного синдрому з визначенням патогенетичних імунозапальних ланок, впливу інсулінорезистентності на ремоделювання серця, серцево-судинного ризику, роль адипокинів у розвитку дисфункції міокарда та серцевої недостатності.
Наукові здобутки узагальнені у монографіях О. М. Ковальової та її учнів: проф. Т. В. Ащеулової, проф. Т. М. Амбросової, проф. Г. В. Демиденко «Ожиріння в практиці кардіолога», «Фактор некроза опухолей-α, апоптоз при патологии сердечно-сосудистой системы», «Цитокины: общебиологические и кардиальные эффекты», «Морфо-функциональные изменения сердца при ожирении», «Біомаркери кардіоваскулярного ризику при артеріальній гіпертензії» та інші. Проф. О. М. Ковальовою було створено Центр з діагностики та лікування артеріальної гіпертензії, який працював з 2002 по 2016 рік у складі терапевтичного відділення стаціонару КЗОЗ «Харківська міська клінічна лікарня № 11».
За ініціативи проф. Ковальової О. М. та враховуючи здобутки кафедри у підготовці іноземних студентів англійською мовою, кафедра пропедевтики внутрішньої медицини № 1, основ біоетики та біобезпеки ХНМУ є опорною з дисципліни «Пропедевтика внутрішньої медицини» з проблем навчання студентів англійською мовою.
Професор О. М. Ковальова є ініціатором та співавтором підготовки та видання підручників з грифом МОЗ і МОН України: «Пропедевтика внутрішньої медицини», «Деонтологія в медицині», «Догляд за хворими» (українською, англійською, російською мовами). Є фундатором дисципліни «Основи біоетики та біобезпеки» у ХНМУ та ініціатором перейменування кафедри — з 2012 року кафедра носить назву «кафедра пропедевтики внутрішньої медицини № 1, основ біоетики та біобезпеки».
Співробітники кафедри активно залучились до викладання нової навчальної дисципліни: видано підручник з грифом МОЗ і МОН України, навчальні посібники, методичні вказівки.

## Нагороди

### Україна
- За особисті здобутки у розвитку медичної науки та профілактики, діагностики і лікування серцево-судинних захворювань населення Академія медичних наук України нагородила О. М. Ковальову у 2001 році медаллю імені академіка М. Д. Стражеска «За заслуги в охороні здоров'я».
- В 2007 році їй присвоєно почесне звання «Заслужений діяч науки та техніки України».

## Наукові та методичні праці

### Монографії
- О. Н. Ковалева, Т. В. Ащеулова. Фактор некроза опухолей-α. Клиническое исследование активности при артериальной гипертензии. — Харьков : Оригинал, 2003. — 172 с.
- О. Н. Ковалева, Т. Н. Амбросова. Патогенез и лечение тромбоцитарных нарушений в кардиологии. — Харьков : Торнадо, 2003. — 80 с. — ISBN 966-635-440-3.
- О. Н. Ковалева, С.А. Шаповалова. Фармакотерапия гипертонической болезни. — Харьков, 2005. — 136 с.
- О. Н. Ковалева, В. Н. Лесовой, Т. Н. Амбросова, Н. И. Питецкая. Биоэтические аспекты клинической практики и научных исследований / О. Н. Ковалева, В. Н. Лесовой. — Харьков : Торнадо, 2006. — 95 с. — ISBN 966-365-644-9.
- О. Н. Ковалева та ін. Цитокины: общебиологические и кардиальные эффекты. — Харків, 2007. — С. 226. — ISBN 978-966-2046-01-4.
- О. М. Біловол, О. М. Ковальова, С. С. Попова, О. Б. Тверетінов. Ожиріння в практиці кардіолога та ендокринолога. — Тернопіль : Укрмедкнига, 2009. — 620 с. — ISBN 978-966-673-132-9.
- О. Н. Ковалева, Т. В. Ащеулова, Т. Н. Амбросова. Морфо-функциональные изменения сердца при ожирении. — Харьков : Новое слово, 2009. — 151 с. — ISBN 978-966-2046-72-4.
- О. Н. Ковалева, А. В. Демиденко. Механизмы формирования и методы коррекции эндотелиальной дисфункции при артериальной гипертензии. — Харьков : Новое слово, 2010. — 158 с. — ISBN 978-617-568-099-9.
- О.Н. Ковалева, С.В. Виноградова. Антигипертензивные, метаболические и органопротекторные эффекты телмисартана. — Харьков, 2010. — 134 с.
- О. М. Ковальова та ін. Серцево-судинний ризик: стратифікація, патогенез, прогноз. — Харків : Раритети України, 2011. — 223 с. — 250 прим. — ISBN 978-966-2408-39-3.
- О. М. Ковальова та ін. Біомаркери кардіоваскулярного ризику при артеріальній гіпертензії. — Харків : Планета-прінт, 2014. — 165 с. — ISBN 978-617-7229-03-1.
- О. М. Ковальова, Д. О. Микитенко. Медичні та етичні аспекти генетичного тестування і консультування. — Київ: МНТУ, 2020—194 с. — ISBN 978-617-7783-84-7.

### Посібники
- O. Kovalyova. Medical ethics. — Kharkov, 2001. — 128 с.
- О.Н. Ковалева, Н.А. Сафаргалина-Корнилова. Диагностика заболеваний системы крови. — Харьков : ЧФ "Антиква", 2005. — 140 с.
- О.Н. Ковалева, Н.А. Сафаргалина-Корнилова, Т.Н. Амбросова. Диагностика заболеваний органов дыхания. — Харьков : ЧФ "Антиква", 2005. — 134 с.
- О.Н. Ковалева, С.А. Шаповалова, Н.Н. Герасимчук. Комбинированная терапия артериальной гипертензии. — Харьков : ЧФ "ПЛЕЯДА", 2005. — 48 с. — (справ. пособие для врачей общей практики–семейной медицины, терапевтов, кардиологов, интернов) — ISBN 966-8922-01-8.
- О.Н. Ковалева, Н.А. Сафаргалина-Корнилова, Н.И. Питецкая. Эталонная модель истории болезни (расспрос, объективное исследование и синдромальная диагностика). — Харьков : ЧФ "Антиква", 2005. — 94 с.
- О.М. Ковальова, В.М. Лісовий, С.І. Шевченко, Т.В. Фролова. Догляд за хворими (практика). — 3-є вид. — Київ : ВСВ «Медицина», 2015. — 488 с. — ISBN 978-617-505-439-0.
- О.М. Ковальова, Н.А.Сафаргаліна-Корнілова. Пропедевтика внутрішньої медицини. — Київ : ВСВ «Медицина», 2010. — 720 с. — ISBN 978-617-505-094-1.
- О.Н. Ковалева., Н.А.Сафаргалина-Корнилова. Пропедевтика внутренней медицины. — Киев : ВСИ «Медицина», 2013. — 752 с. — ISBN 978-617-505-502-1.
- О.Н. Ковалева, В.Н. Лесовой, С.И. Шевченко, Т.В. Фролова. Уход за больными (практика). — Киев : ВСИ «Медицина», 2014. — 432 с. — ISBN 978-617-505-304-1.
- О.М Ковальова, Н.А. Сафаргаліна-Корнілова, Н.М. Герасимчук. Деонтологія в медицині. — Київ : ВСВ «Медицина», 2015. — 488 с. — ISBN 978-617-505-439-0.
- О.Н. Ковалева, В.Н. Лесовой, Т.Н. Амбросова, В.И. Смирнова. Основы биоэтики и биобезопасности. — Киев : ВСИ «Медицина», 2015. — 424 с. — ISBN 978-617-505-440-6.
- О.Н. Ковалева, Н.А. Сафаргалина-Корнилова, Н.Н. Герасимчук. Деонтология в медицине. — Киев : ВСИ «Медицина», 2017. — 240 с. — ISBN 978-617-505-565-6.
- О.М. Ковальова, В.М. Лісовий, Т.М. Амбросова, В.І. Смирнова. Основи біоетики та біобезпеки. — 2-е вид., випр. — Київ : ВСВ «Медицина», 2017. — 392 с. — ISBN 978-617-505-592-2.
- Kovalyova O.N., Ashcheulova T.V. Propedeutics to internal medicine. Part 1: Diagnostics. — Вид. 3. — Вінниця : Нова Книга, 2017. — Т. 1. — 424 с. — ISBN 978-966-382-642-4.
- Kovalyova O.N., Ashcheulova T.V. Propedeutics to internal medicine Part 2: Syndromes and diseases. — Вид. 3. — Вінниця : Нова Книга, 2017. — Т. 1. — 264 с. — ISBN 978-966-382-643-1.
- O.M. Kovalyova, V.N. Lesovoy, S.I. Shevchenko. Patient care (practical course). — 2nd edition, corrected. — Kyiv : AUS Medicine Publishing, 2018. — 320 с. — ISBN 978-617-505-651-6.